# Amt Bochum (Grafschaft Mark)

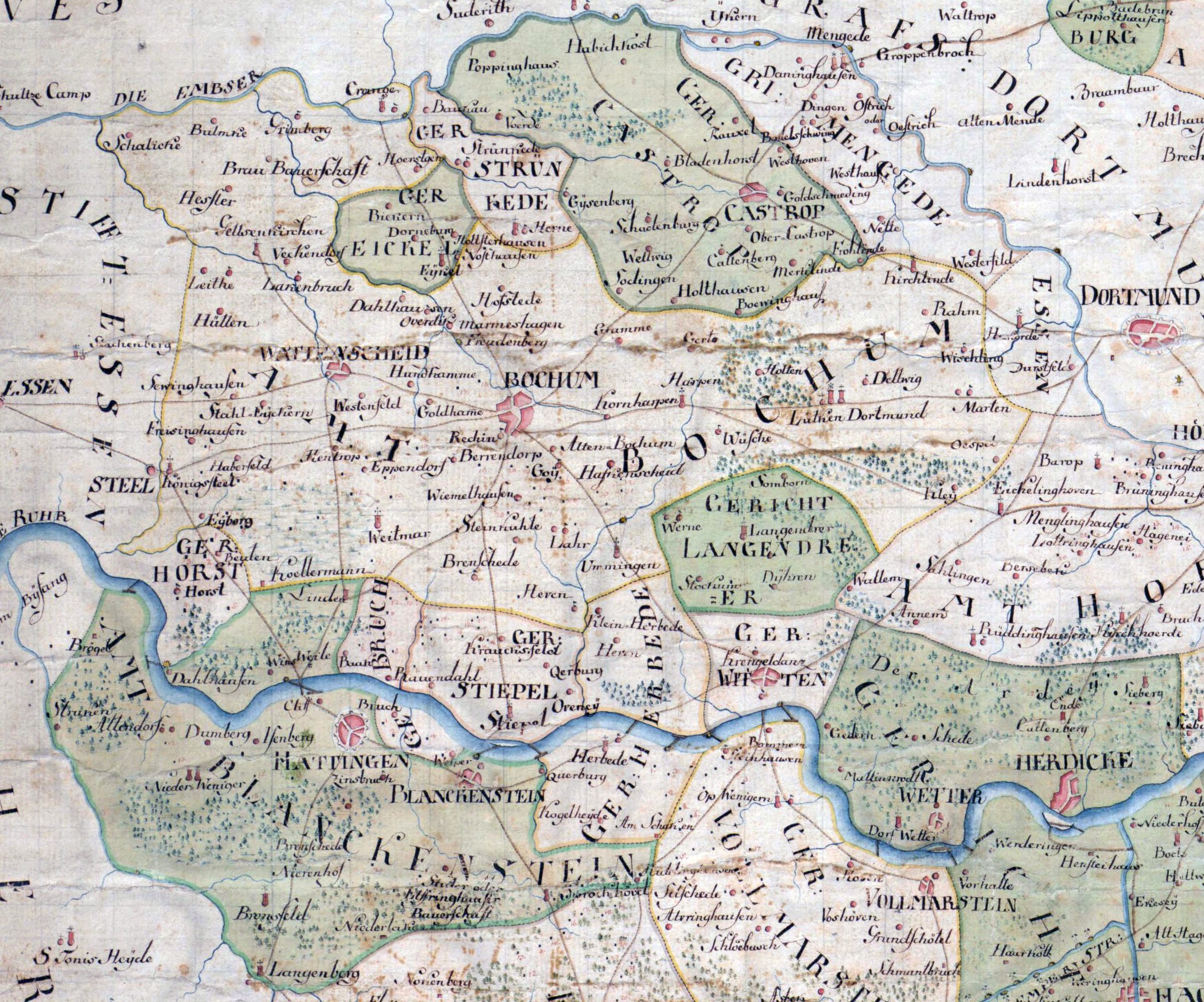
Das Amt Bochum aus einer Karte von 1775

Das Amt Bochum war ein Verwaltungsbezirk der Grafschaft Mark, welcher seit dem Mittelalter existierte. In dem Gebiet lebten damals ungefähr 10.000 Menschen (heute ungefähr eine Million). Seit dem Jahr 1327 ist ein Amtmann der Grafen von Mark nachweisbar.

## Bis 1817
Das Amt Bochum war von Ost nach West in ein Ober-, Mittel- und Niederamt unterteilt. Zum östlich gelegenen Oberamt gehörten die Bauerschaften Bövinghausen, Dellwig, Düren, Gerthe, Harpen, Kirchlinde, Kley, Langendreer, Lütgendortmund, Marten, Oespel, Rahm, Somborn, Stockum, Werne und Westrich; zum in der Mitte gelegenen Mittelamt: Altenbochum, Baukau, Bickern, Crange, Eickel, Gold- und Hundhamme, Grumme, Herne, Hiltrop, Hofstede, Marmelshagen, Holsterhausen, Hordel, Laer, Querenburg, Riemke, Uemmingen, Weitmar und Wiemelhausen; zum westlich gelegenen Niederamt zählten: Aschenbruch, Braubauerschaft, Bulmke, Eiberg, Eppendorf, Freisenbruch, Gelsenkirchen, Günnigfeld, Heßler, Höntrop, Hüllen, die Kötter vor Steele (später Königssteele), Leithe, Schalke, Stalleiken, Ueckendorf und Westenfeld.
Bei der Einteilung in Kreise des neu geschaffenen Regierungsbezirks Arnsberg in der Preußischen Provinz Westfalen entstand zum 1. Januar 1817 der Kreis Bochum.

## 1844 bis 1929
1844 wurden die Bürgermeistereien in Ämter überführt. Hierbei wurde auch wieder ein Amt Bochum geschaffen. 1855 bestand das Amt Bochum aus: Altenbochum, Bergen, Gerthe, Grumme, Hamme, Harpen, Hofstede, Hordel, Laer, Querenburg, Riemke, Weitmar und Wiemelhausen.

## Adelige Häuser
Die Adelssitze:
Gericht Bochum
- Haus Brenschede
- Haus Goy
- Haus Havkenscheid
- Haus Overdieck
- Haus Rechen

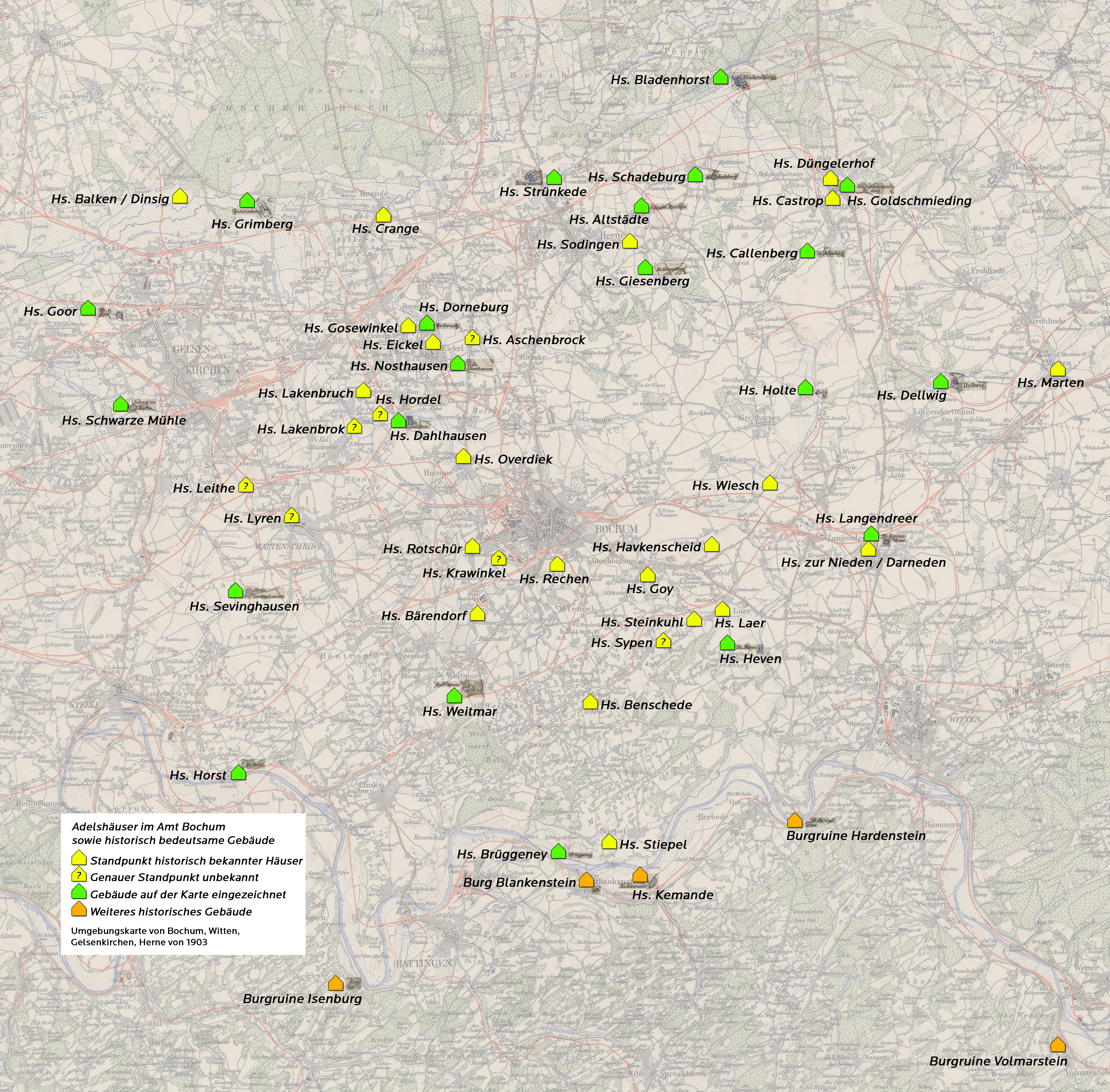
Adelssitze im Amt Bochum

- Oberstes und Unterstes Haus Steinkuhl
- Haus Sypen
- Haus Krawinkel
- Haus Dahlhausen
- Haus Nosthausen
- Haus Dorneburg
- Haus Gosewinkel
- Haus Hordel
- Haus Horst zu Bickern, später Hörstchen genannt.
- Haus Lackenbrock
- Haus Crange
- Haus Bärendorf
- Haus Rotschür
- Haus Weitmar
- Haus Heven
- Haus Laer
- Haus Harpen
- Haus Wisch
- Haus Dellwig
- Haus Heyde
- Haus Holte
- Haus Marten
- Haus Wischlingen
- Haus Balcken
- Haus Dinsing
- Haus Goor
- Haus Schwarzemühle
- Haus Leithe
- Haus Grimberg
- Haus Lyren
- Haus Sevinghausen

Herrlichkeit Horst
- Haus Horst

Gericht Langendreer
- Haus Langendreer

Gericht Castrop
- Haus Bladenhorst
- Haus Goldschmieding
- Haus Schadeburg
- Haus Vörde
- Haus Giesenberg

## Historische Quellen über das Amt Bochum
| Jahr    | Bezeichnung                                                      | Bemerkungen |
| ------- | ---------------------------------------------------------------- | --- |
| 1220    | Isenberger Vogteirollen                                          | 1952 im Fürstlichen Archiv Rheda gefunden. |
| 1332    | Kettenbuch des Stiftes Essen                                     | Das Hebebuch befindet sich heute in einer Vitrine der Essener Domschatzkammer. |
| 1392/93 | Lehnbücher der Grafen von Mark                                   | [ 7 ] |
| 1486    | Schatzbuch der Grafschaft Mark                                   | Das Schatzbuch wird im Original im NRW-Landesarchiv, Abteilung Westfalen, Münster, aufbewahrt. |
| 1542    | Türkensteuer, Register des Amtes Bochum                          | [ 8 ] |
| 1552    | Schatzungsregister der Essener Stiftshöfe in der Grafschaft Mark | [ 9 ] |
| 1598    | Türkensteuer, Register des Mittelamtes Bochum                    | [ 10 ] |
| 1664    | Feuerstättenverzeichnis des Amtes Bochum                         | Original im Stadtarchiv Wanne-Eickel, jetzt Stadtarchiv Herne. |
| 1680    | Steuerliste des Amtes Bochum                                     | [ 12 ] |
| 1670–89 | Landesgrundbuch des Amts Bochum                                  | Auskunft über Lage, Flurnamen, Größe und Qualität jeder landwirtschaftlich genutzten Fläche, Namen der Grundherren, Namen der aufsitzenden Bauern (Pächter, Hörige), deren Abgaben und die zu leistenden Dienste. Eine Aufnahme des Mittelamtes Bochum befindet sich im Staatsarchiv Münster (Kleve-Mark, Hypothekenbücher Nr. 19). Eine Aufnahme des Ober- und Niederamtes Bochum befindet sich im Stadtarchiv Wanne-Eickel (aus dem Schragmüllerschen Archiv des Freiherrn von Düngelen auf Haus Dahlhausen in Hordel stammend). |
| 1720–30 | Hypothekenbuch                                                   | Befindet sich im Landesarchiv Nordrhein-Westfalen Abteilung Westfalen. Angaben über Größe, Beschaffenheit und Belastung der Grundstücke. |
| 1798    | Personenstandsaufnahme                                           | [ 14 ] |
| 1824    | Katasteraufnahme                                                 | |